# Kom (Jessica Andersson-låt)
"Kom" är en sång som framfördes av Jessica Andersson i andra deltävlingen i svenska Melodifestivalen 2007, i Göteborg. I första omgången fick den 20 808 röster och i andra 27 575, vilket placerade den som 4:a, med en andra chans. I andra chansen mötte hon först Elin Lanto som hon besegrade med 39 683 mot 31 924. I andra omgången mötte hon Sanna Nielsen som vann med 105 980 röster mot Jessicas 45 046 och därmed var schlagerresan slut för Andersson.
Låten skrevs av Lina Eriksson, Mårten Eriksson, Rasmus "Raz" Lindwall och Robert "Rob" wåtZ. 
Låten blev ingen succé men kom in på följande listor:
- Hitlistan topp 60: 16,26,33,37 och 58
- Digilistan topp 60: 27,34,49 och 59
- Labyrint topp 20: 13 (212 poäng)

## Listplaceringar
| Lista (2007) | Topplacering |
| ------------ | ------------ |
| Sverige      | 16 .         |